# 1286
1286 (MCCLXXXVI) fue un año común comenzado en martes del calendario juliano.

## Acontecimientos
- En enero, una inundación destruye el puerto de Dunwich (en Suffolk, Inglaterra), que no volverá a recuperar su importancia.
- Margarita I es nombrada reina de Escocia, final de la dinastía Canmore.

## Fallecimientos
- 30 de julio: Gregorio Bar Hebraeus, obispo, cronista y poeta católico sirio (n. 1226).